# Picó (eina)

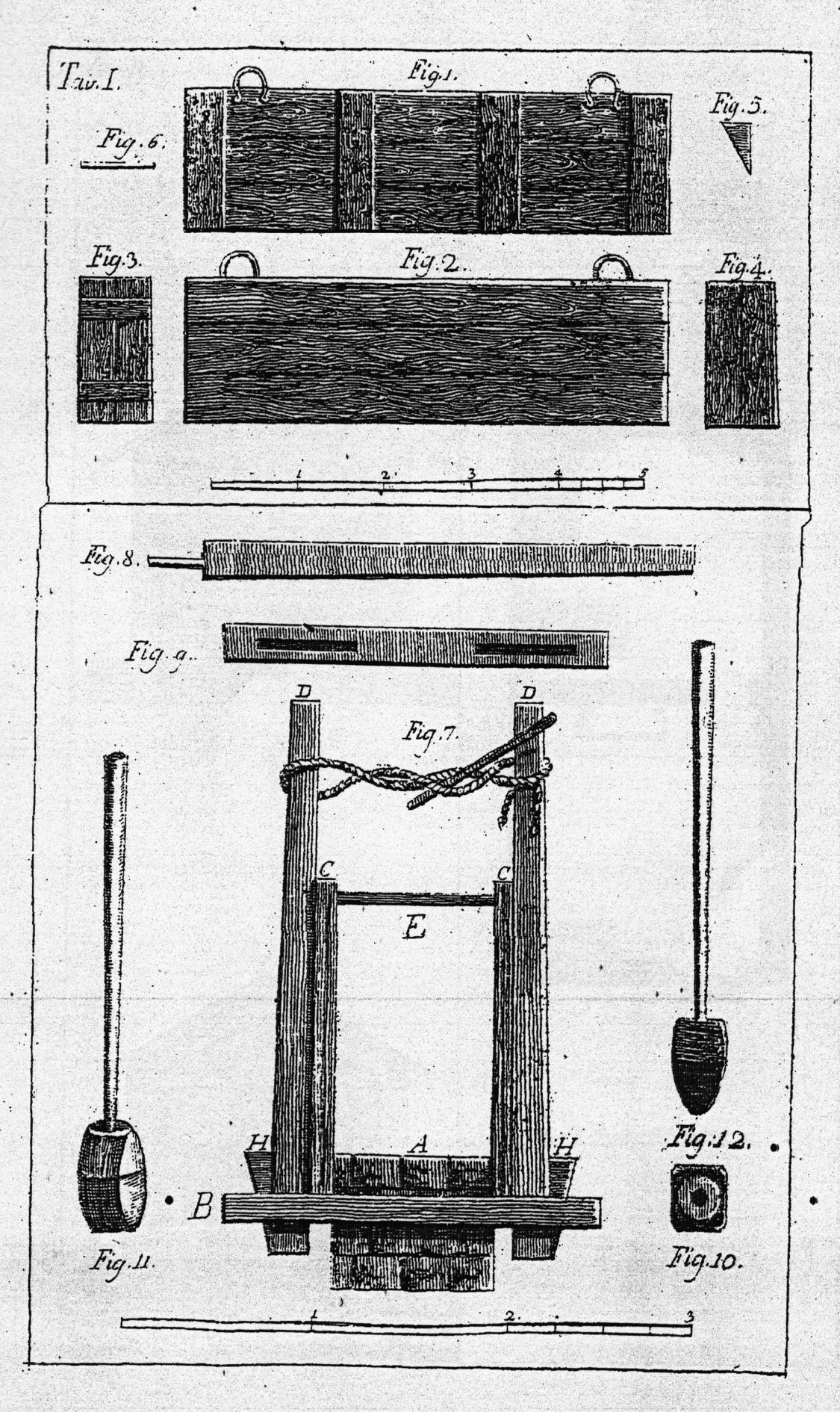
Picons de fer tàpia entre altres estris. Figures 11 i 12.

Un picó o piconador és una eina manual usada per a compactar terra, grava o empedrats. Picons de diferents models s'empraven en la construcció de carreteres i camins de terra, i en la compactació de murs de tàpia.
Les eines motoritzades que fan la mateixa feina que els picons s'anomenen piconadores.

## Principi de funcionament
Els picons manuals i les piconadores mecàniques compacten i aplanen materials o agregats deformables mitjançant impactes dirigits en sentit vertical de dalt cap a baix.
L'energia de cada impacte depèn de la massa del picó i de la velocitat. L'energia esmentada és la que deforma (i aplana) el material a compactar.

### Variables
Les característiques o variables que cal considerar en un picó són les següents:
- dimensions
- pes total
  - pes de la base o capçal
- base
  - forma (plana, arrodonida, ...)
  - superfície (cm2)

Pel que fa a l'ergonomia és imprescindible analitzar el mànec (o els agafadors) i la forma de subjecció de l'eina. Per exemple, els picons tradicionals lleugers disposen d'un mànec vertical que l'operari agafa amb les dues mans. Els picons pesants poden tenir agafadors (verticals o horitzontals) per a dues persones. En els picons mecànics els agafadors són horitzontals.

### Balanç energètic

#### Posició màxima superior
Per a un operari determinat i una eina concreta, hi ha una posició màxima superior ideal. En aquesta posició l'energia potencial del picó és el producte de la seva massa, la gravetat i l'altura (respecte del material a piconar, que pot estat més alt que els peus de l'operari). Aquesta energia ha estat aportada per l'operari.

#### Moviment de baixada
Des de la posició alçada, l'operari inicia l'acció de baixar ajudant amb la seva força muscular la caiguda natural del picó. El resultat és una acceleració del picó superior a la de la gravetat. I una velocitat prèvia a l'impacte que determina una energia cinètica del picó.

#### Impacte
L'energia cinètica s'absorbeix per material a compactar. En gran part en forma de deformació i compactació i, en un grau menor, es dissipa en forma de calor (que passa al material, a l'eina i a l'aire).

#### Potència
Les aportacions energètiques de l'operari al llarg d'un cert període de piconament permeten calcular la potència mitja del conjunt operari-eina.

## Descripció
Hi ha tres variants de picons o piconadors.

### Picó de tàpia
La compactació de la terra de tàpia és fa amb un picó relativament lleuger que pot accionar una persona. Els picons de tàpia tradicionals constaven d'un mànec de fusta, relativament prim, i una cabota de forma aproximadament troncocònica. Generalment la cabota era més alta que ampla. En les eines primitives era de fusta i posteriorment es fabricà de ferro colat. En alguns piconadors manuals moderns la cabota és de forma quadrada i plana, de poca alçària.

### Picó de carreteres
Totes les variants de construcció de carreteres i camins impliquen una fase (o més d'una) de compactació del sòl. Des de temps immemorials la forma tradicional de piconament es basava en emprar corrons o picons manuals.
Els picons manuals emprats en la construcció de carreteres disposaven d'una base plana i d'un pes total relativament elevat. El seu ús exigia la força de dues persones adultes i robustes. Un document tècnic de 1930 especificava picons de 20 kg (pel cap baix) i una base de 645 cm2 (a tot estirar); superfície equivalent a un quadrat de 25 cm de costat. Els picons emprats pels cartaginesos i romans, i tots els models posteriors fins a la mecanització dels treballs, degueren ajustar-se als valors indicats, aproximadament. Els materials podien ser variats: fusta, ferro, pedra, ferro colat,...etc. La forma de la base podia ser rodona o quadrada.

#### Eres de batrecereals
En el procés de construcció i manteniment d'una era de batre són imprescindibles alguns treballs de compactació i anivellament. Les eines típiques eren els corrons i els picons.

### Piconadors mecànics

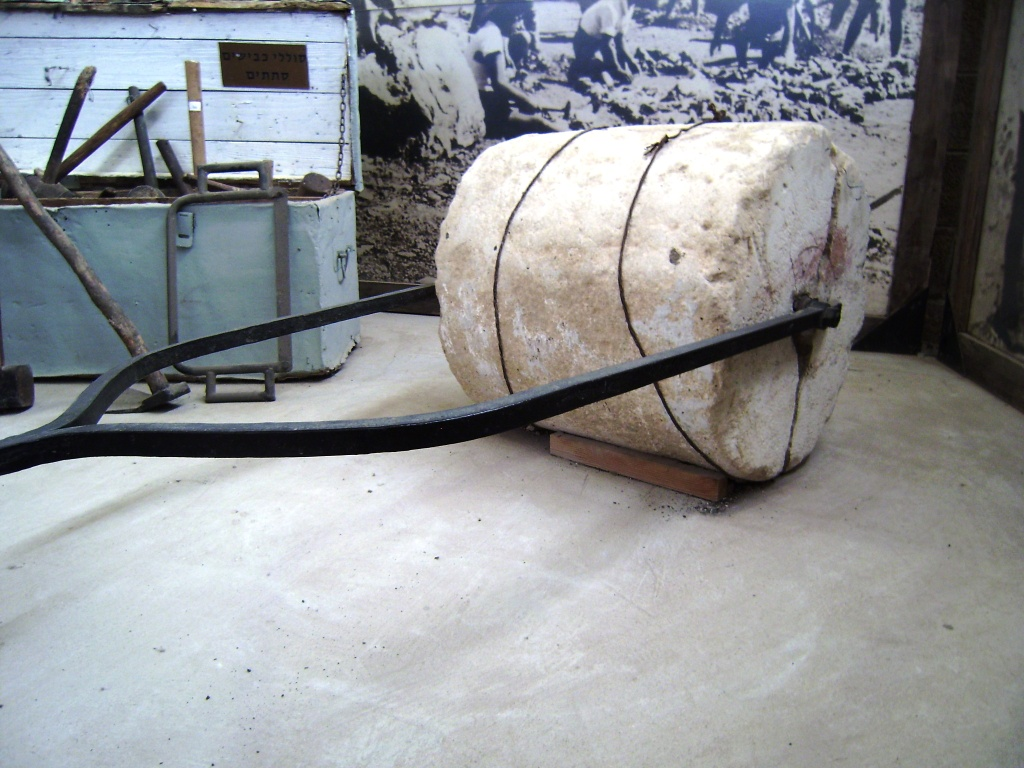
Corró de pedra emprat en la construcció de carreteres (1920 aproximadament)
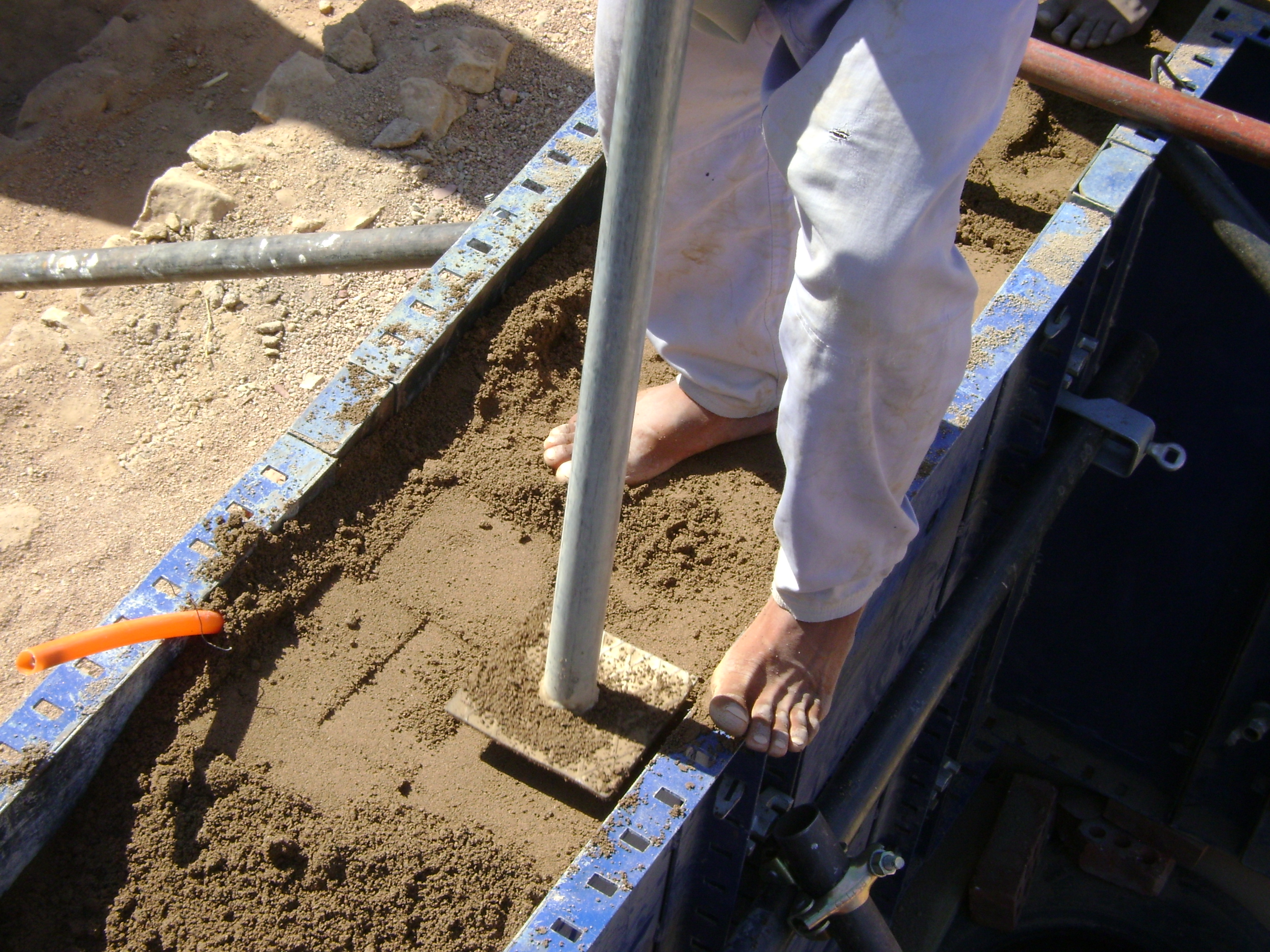
Picó modern lleuger de base plana
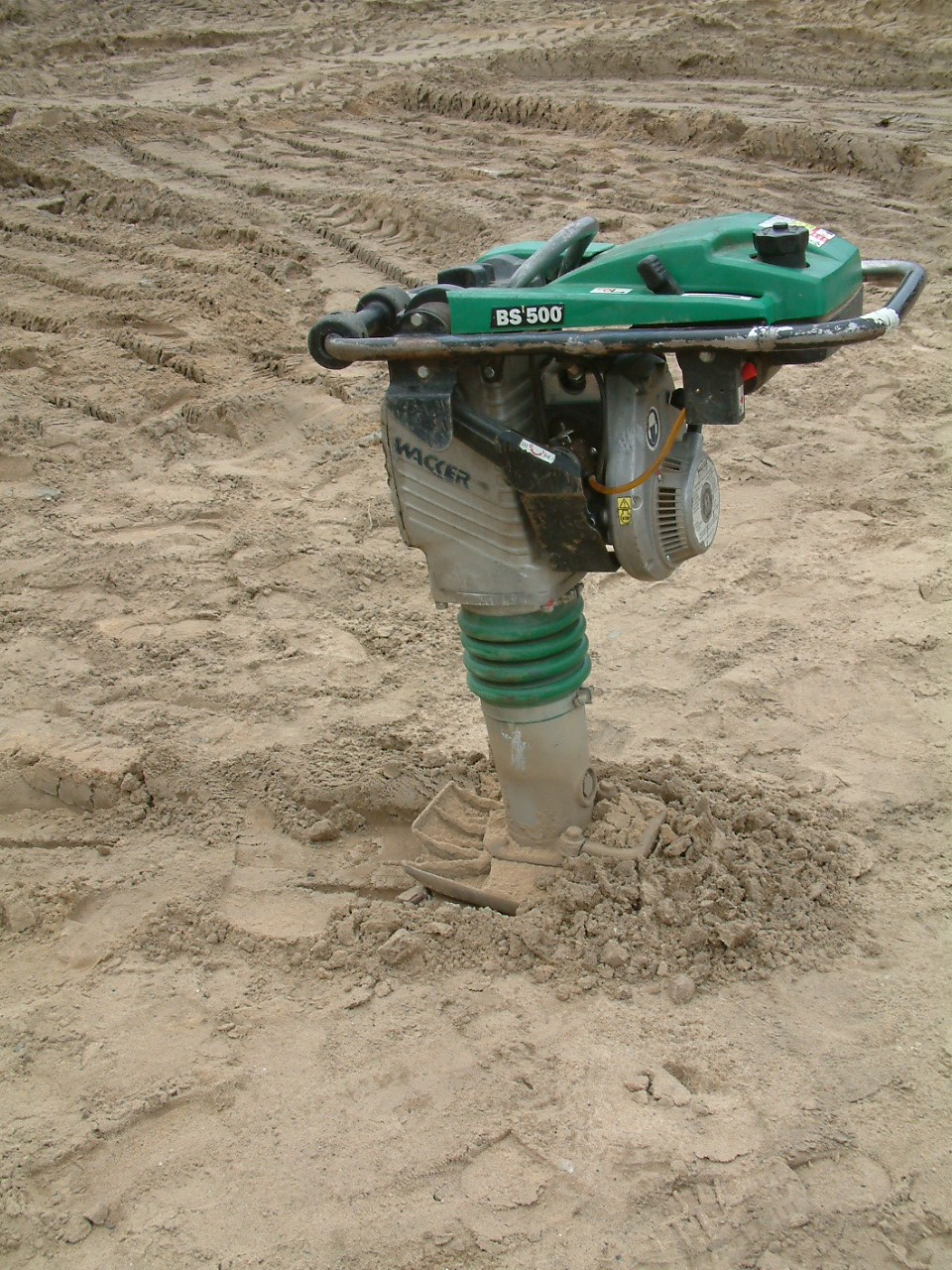
Piconador amb motor de gasolina
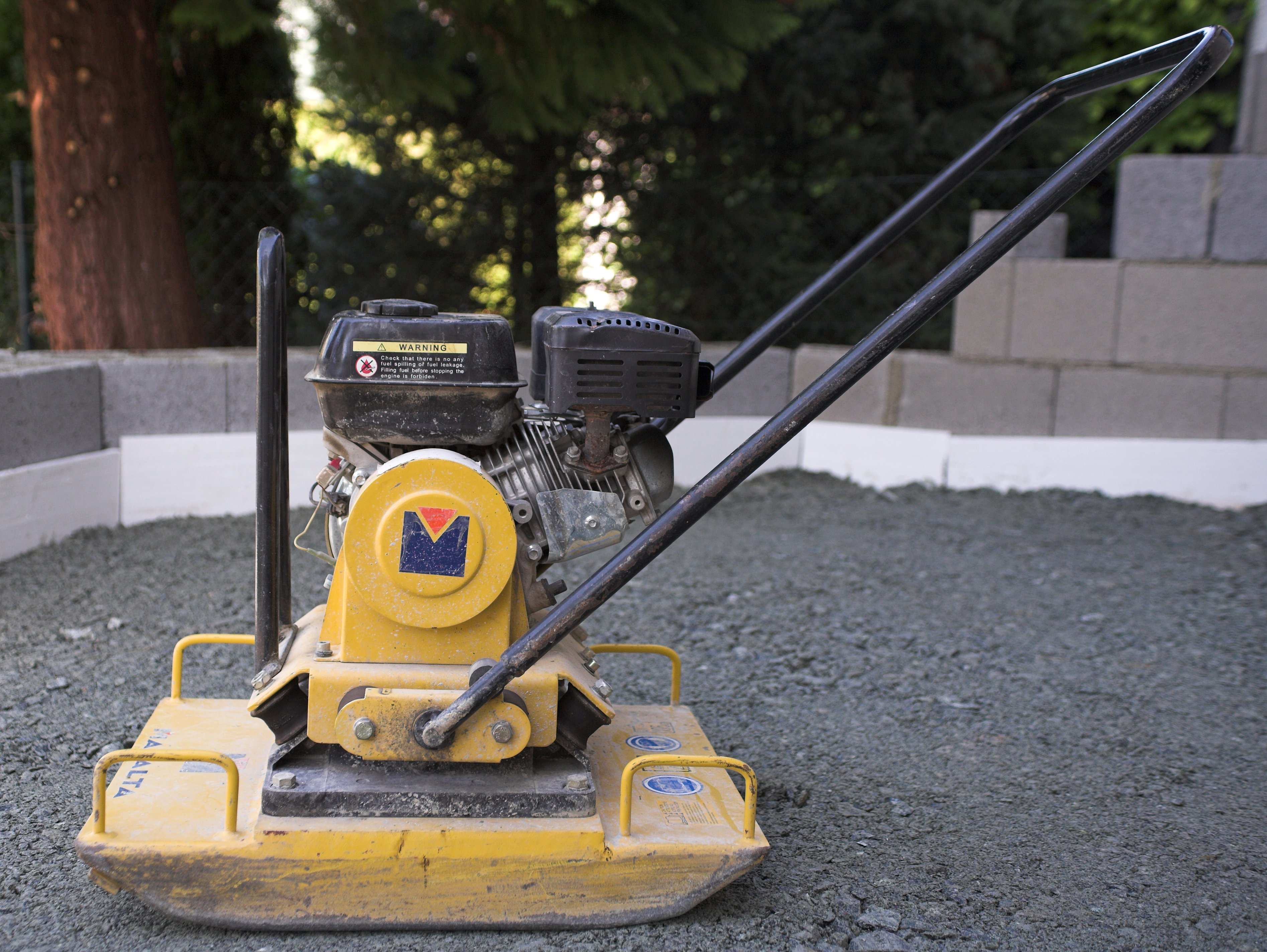
Piconador de base ampla, amb motor de gasolina

Els picons manuals foren substituïts per picons mecànics (portàtils) que podien ser accionats per una persona. Diverses formes d'energia permetien augmentar la capacitat de treball i obtenir uns resultats de piconament millors (en quantitat i qualitat) que els dels picons manuals.
- Picons pneumàtics amb compressor auxiliar extern
- Picons autònoms amb motor de combustió interna
- Picons amb motor elèctric
- Picons amb cilindre hidràulic